# Zeca Pagodinho
Zeca Pagodinho, pseudonimo di Jessé Gomes da Silva Filho (Irajá, 4 febbraio 1959), è un cantante e compositore brasiliano. Fa parte dei sambisti della vecchia guardia della scuola di samba Portela. Nei Lopes ha detto di lui: "Zeca è una delle poche persone che godono dell'unanimità nazionale, osannato alla gloria del pop dalle case discografiche".

## Biografia
Nato nel 1959 a Irajá, uno dei quartieri più popolari a nord di Rio de Janeiro, ha frequentato la scuola di samba Portela sin da bambino.
Il suo primo lavoro è del 1983, col samba Camarão que dorme a onda leva, in collaborazione con Arlindo Cruz, e su invito di Beth Carvalho. Nel 2003 ha registrato per MTV Brasil.
In collaborazione con altri artisti quali Martinho da Vila, Jair Rodrigues, Cláudia Leitte, Ivete Sangalo, Nando Reis, Erasmo Carlos e Gilberto Gil, ha inciso il CD e DVD Cidade do Samba.

## Vita privata
Vive a Rio de Janeiro nel quartiere Tijuca con la moglie Mônica Silva e i suoi quattro figli Eduardo, Elisa, Louis e Maria Eduarda.

## Discografia
- 1983: Camarão Que Dorme a Onda Leva, participação em disco de Beth Carvalho - (RCA)
- 1986: Zeca Pagodinho - (RGE)
- 1987: Patota de Cosme - (RGE)
- 1988: Jeito Moleque - (RGE)
- 1989: Boêmio Feliz - (BMG)
- 1989: O Samba Compilation - (Luaka Bop)
- 1990: Mania da Gente - (BMG)
- 1991: Pixote - (BMG)
- 1992: Um dos Poetas do Samba - (BMG)
- 1993: Alô, Mundo! - (BMG)
- 1995: Samba pras Moças - (PolyGram)
- 1996: Deixa Clarear - (PolyGram)
- 1997: Hoje é Dia de Festa - (PolyGram)
- 1998: Zeca Pagodinho - (PolyGram)
- 1999: Ao Vivo - (Universal Music)
- 2000: Água da Minha Sede - (Universal Music)
- 2002: Deixa a Vida Me Levar - (Universal Music)
- 2003: Acústico MTV - Zeca Pagodinho - (Universal Music)
- 2005: À Vera - (Universal Music)
- 2007: Acústico MTV - Zeca Pagodinho (vol. 2 - Gafieira)
- 2007: Zeca Pagodinho - Raridades - (Som Livre)
- 2008: Uma Prova de Amor - (Universal Music)
- 2009: Especial MTV - Uma Prova de Amor Ao Vivo - (Universal Music)
- 2010: Vida da Minha Vida - (Universal Music)
- 2011: Ao Vivo com os Amigos - (Universal Music)
- 2012: O Quintal do Pagodinho - (Universal Music)

## Onorificenze
- 2003: Troféu Imprensa de melhor cantor
- 2004: Troféu Imprensa de melhor cantor
- 2005: Troféu Imprensa de melhor cantor
- 2009: VMB - (Video Music Brasil 2009) - Miglior Samba
- 2009: Prêmio da Música Brasileira - (Miglior cantante; miglior disco; miglior canzone)